# Eine Nacht in Venedig (Rondò Veneziano)
Eine Nacht in Venedig è una raccolta non ufficiale dei Rondò Veneziano pubblicata il 4 dicembre 1995 dalla BMG Ariola.

## Tracce
1. Fantasia veneziana (in la maggiore) (Gian Piero Reverberi e Laura Giordano)
2. Nostalgia di Venezia (Gian Piero Reverberi e Laura Giordano)
3. Rondò veneziano (Gian Piero Reverberi e Laura Giordano)
4. Magica melodia (Gian Piero Reverberi e Ivano Pavesi)
5. Corso delle gondole (Gian Piero Reverberi e Laura Giordano)
6. Canal Grande (Gian Piero Reverberi e Laura Giordano)
7. Scaramucce (Gian Piero Reverberi e Laura Giordano)
8. Note veneziane (Gian Piero Reverberi e Laura Giordano)
9. Gondole sulla laguna (Gian Piero Reverberi e Laura Giordano)
10. Casanova (Gian Piero Reverberi e Laura Giordano)